# Gammalt porslin
Gammalt porslin är en sonett, med inledningsraden ”En kung i Sachsen samlade porslin”, av den svenska poeten Carl Snoilsky. Dikten publicerades första gången 1871 i Snoilskys samling Sonnetter.

## Text
En kung i Sachsen samlade porslin,

Men samlingsvurmen blev en riktig sjuka.

Han bytte bort till kungen i Berlin

Sitt garde – tänk – mot en kinesisk kruka!

Femhundra man med sabel och karbin,

Som preussarn visste att förträffligt bruka,

I exercisen smidiga och mjuka,

I krig en mur, tänk, mot – en blå terrin!

Femhundra man med hårpung och med puder!

Slikt dårhusdåd allt vanvett överbjuder

Från världens början – ja så tycker ni.

Se’n bytet gjordes har ett sekel svunnit:

Femhundra tappra hjärtan brista hunnit,

Den gamla krukan – hon står ännu bi.

## Bakgrund
Berättelsen i dikten har verklighetsbakgrund. Under 1600-talet var det populärt bland hoven i Europa att inreda slotten med ”porslinsrum”. Porslinet importerades av de ostindiska kompanierna från Kina. Runt sekelskiftet 1700 importerades ett hundratal meterhöga så kallade ”dragonvaser” till England. Porslinet spreds genom seklerna över Europa. August den starke, kurfurste av Sachsen (1694–1733) och kung av Polen (1697–1704, samt 1709–1733), var en entusiastisk porslinssamlare. Han ägde världens största porslinssamling, 210 00 pjäser från Kina och Japan. År 1717 gjorde han en bytesaffär med Fredrik Vilhelm I av Preussen och bytte ett dragonregemente med 600 soldater mot 151 porslinspjäser, däribland 18 dragonvaser. Krukorna placerades så småningom i Zwingerpalatset i Dresden. Under första världskriget gömdes de undan och vid krigets slut såldes samlingen för att bekosta Tysklands krigsskadestånd. En dansk advokat köpte tre av krukorna och sålde en av dem till Det danske kunstindustrimuseum och de två andra till en göteborgare. Krukorna har sedan sålts vidare.
Två krukor var utställda på Röhsska museet i Göteborg hösten 1995 och på Östasiatiska museet i Stockholm 1996.

## Tonsättning
- Erik Bergman: "Gammalt porslin" för manskör a cappella, 1944.[4]